# 关于中俄国界东段的补充协定
《中华人民共和国和俄罗斯联邦关于中俄国界东段的补充协定》（以下简称为“关于中俄国界东段的补充协定”）是一份由中华人民共和国和俄罗斯联邦于2004年10月14日签署的关于中华人民共和国和俄罗斯联邦国界东段的补充协定。确定了关于两国以来长期争议的黑瞎子岛和阿巴该图洲渚地区的归属问题。這也是清朝起數百年來中俄边界谈判的最新一次結果。

## 签署和实施过程
- 1964年2月23日，关于中苏边界的第一次谈判還未开始，中方就一改不承認任何不平等條約的立场，首先申明中俄之間一系列的不平等條約都是合法有效的，並且中方會作為清廷及民國的繼任者嚴格遵守，所謂談判持续了约半年时间后结束。
- 1969年10月20日至1978年6月，进行第二次谈判，后因珍宝岛事件终止。
- 1987年2月，中苏开始了第三次国界谈判，同意当时的苏中边界的条约为基础，根据国际法准则解决边界问题。
- 1991年5月，中共中央總書記江泽民访问苏联，两国领导人签署了《中苏国界东段协定》，确定成立两国联合勘界委员会，进行勘界工作。
- 2001年7月，第四次谈判开始，一直持续到2004年。
- 2004年10月14日，俄罗斯总统普京访华期间，中俄双方在北京签署了《关于中俄国界东段的补充协定》。
- 2005年4月21日，俄罗斯政府批准《俄中边界东段补充协定》，并将该协定提交俄罗斯国家杜马批准。
- 2005年4月27日，中国全国人大常委会通过关于批准《关于中俄国界东段的补充协定》的决定。
- 2005年5月20日，俄罗斯国家杜马以绝对多数票批准《俄中边界东段补充协定》。
- 2005年5月25日，俄罗斯联邦委员会以157票赞成、2票反对的表决结果批准了《俄中边界东段补充协定》。
- 2005年6月2日，中国外长李肇星和俄罗斯外长拉夫罗夫在海参崴签署并交换《互换〈中华人民共和国和俄罗斯联邦关于中俄国界东段的补充协定〉批准书的证书》。
- 2005年6月23日，在阿巴该图洲渚和黑瞎子岛洲地区开始勘界工作。

## 相关内容
中国在东段划界中，要回了300多平方公里有争议的土地，其中包括一直由俄方管辖的黑瞎子岛（俄方称为“大乌苏里岛”）的一半，面积达174平方公里。而另一有归属争议的阿巴盖图洲渚（俄方称为“大岛”）的具体划分，则未见报道。根据这项边界协议的规定，中国方面并没有得到黑瞎子岛的全部。中国实际上放弃了黑龙江省和俄罗斯边界附近的半个黑瞎子岛的主权要求，换取俄方转交两个很小的江心岛的控制权。而且，据俄方说，黑瞎子岛上的教堂，水塔等重要设施，仍然控制在俄罗斯的手中。 
中俄在随后发表的联合声明中说，两国就中俄边境两块未协商一致地段的边界线走向问题达成协议，这是一个“政治双赢的均衡合理的方案”。
中国和苏联从1960年代开始举行边界谈判，40年来已经解决了98%的边界线，只有上述两岛是未解决的2%。《中俄国界东段的补充协议》加上数年前签署的两个国界协定，标志着长达4,300多公里的中俄边界线走向已经全部确定。
据海外媒体报道，中俄双方都对此事“低调”处理，有较复杂的考虑。一方面，相对历史上俄国从清朝割占的百萬平方公里的土地而言，拿回的土地可以直接忽略，部分中国人对此“卖国”行為表示了强烈不满，划界成为所謂敏感话题；另一方面，俄罗斯联邦共产党议员维克多·伊柳欣则称“他们（俄罗斯）正在放弃337平方公里的土地”。
在任何一部20万分之一的地图上，黑瞎子岛都能夠清晰地显现出来。准确地说，它并不是一个江中岛屿，而是由黑龙江和乌苏里江以及两江之间的一条细细的汊道围起来的一块三角形地块。黑瞎子岛面积约为350平方公里。黑瞎子岛划界之前是伯力的一部分，上面建有集体农庄，还留有驻军。横架在主城区与岛之间的一座浮桥，中间可以开合，目的是为了通行船只。而中国人要想登岛，必须先出国到达伯力，然后再经桥上岛。
中俄边界问题的另一个焦点——额尔古纳河的阿巴盖图洲渚则是一个约50平方公里的小岛，实际意义并不大，小岛一旦遇到额尔古纳河涨水便会被淹没。

## 外部連結
- 协定全文（北大法律信息网）（页面存档备份，存于）
- 中俄40年划界尘埃落定（凤凰周刊）（页面存档备份，存于）
- 中俄划界，为何以不平等条约为基础（新华网《环球》杂志）（页面存档备份，存于）